# Persone di nome Cody
| Questa pagina contiene informazioni ricavate automaticamente dalle voci biografiche con l'ausilio del template Bio e di un bot. L'aggiornamento è periodico e automatico e ricostruisce completamente la pagina. Se manca una persona in questa lista, sei pregato di non aggiungerla, ma accertati piuttosto che la sua voce biografica contenga il template Bio e che i dati anagrafici siano correttamente compilati. Se il template Bio manca, inseriscilo tu stesso o, in alternativa, metti l'avviso {{tmp\|Bio}} che ne segnala la mancanza. Se i dati riportati sono sbagliati, correggi direttamente la voce biografica; le modifiche saranno visibili in questa lista entro pochi giorni. Per chiarimenti vedi il progetto antroponimi. La lista contiene solo le 60 persone che sono citate nell'enciclopedia e per le quali è stato implementato correttamente il template Bio. Pagina aggiornata al 6 ago 2025. |

Questa è una lista di persone presenti nell'enciclopedia che hanno il nome Cody, suddivise per attività principale.

## Artisti marziali misti(1)
- Cody Garbrandt, artista marziale misto statunitense (Uhrichsville, n. 1991)

## Attori(9)
- Cody Christian, attore statunitense (Portland, n. 1995)
- Cody Fern, attore australiano (Southern Cross, n. 1988)
- Cody Jones, attore canadese (n. 1985)
- Cody Kasch, attore statunitense (Camarillo, n. 1987)
- Cody Kearsley, attore e produttore cinematografico canadese (Kelowna, n. 1991)
- Cody Linley, attore statunitense (Lewisville, n. 1989)
- Cody Longo, attore e cantante statunitense (Littleton, n. 1988 - Austin, † 2023)
- Cody Saintgnue, attore e modello statunitense (Dayton, n. 1993)
- Cody Walker, attore statunitense (Los Angeles, n. 1988)

## Attrici(1)
- Cody Horn, attrice e modella statunitense (Los Angeles, n. 1988)

## Bobbisti(1)
- Cody Sorensen, bobbista canadese (Ottawa, n. 1986)

## Calciatori(4)
- Cody Baker, calciatore statunitense (Issaquah, n. 2004)
- Cody Cropper, ex calciatore statunitense (Atlanta, n. 1993)
- Cody Drameh, calciatore inglese (Dulwich, n. 2001)
- Cody Gakpo, calciatore olandese (Eindhoven, n. 1999)

## Cantanti(2)
- Cody Chesnutt, cantante statunitense (Atlanta, n. 1968)
- Cody Simpson, cantante australiano (Gold Coast, n. 1997)

## Cantautori(1)
- Cody Johnson, cantautore e cantante statunitense (Huntsville, Texas, n. 1987)

## Cestisti(7)
- Cody Demps, cestista statunitense (Elk Grove, n. 1993)
- Cody Ellis, cestista australiano (Perth, n. 1990)
- Cody Martin, cestista statunitense (Mocksville, n. 1995)
- Cody Riley, cestista statunitense (Kansas City, n. 1997)
- Cody Toppert, ex cestista e allenatore di pallacanestro statunitense (Albuquerque, n. 1983)
- Cody Williams, cestista statunitense (San Luis Obispo, n. 2004)
- Cody Zeller, cestista statunitense (Washington, n. 1992)

## Doppiatori(1)
- Cody Cameron, doppiatore, disegnatore e regista statunitense (Los Angeles, n. 1970)

## Giocatori di baseball(2)
- Cody Bellinger, giocatore di baseball statunitense (Scottsdale, n. 1995)
- Cody Cillo, ex giocatore di baseball statunitense (Brunswick, n. 1980)

## Giocatori di football americano(20)
- Cody Barton, giocatore di football americano statunitense (Salt Lake City, n. 1996)
- Cody Childs, ex giocatore di football americano statunitense (Poynette, n. 1984)
- Cody Core, giocatore di football americano statunitense (Auburn, n. 1994)
- Cody Ford, giocatore di football americano statunitense (Pineville, n. 1996)
- Cody Hawkins, ex giocatore di football americano e allenatore di football americano statunitense (Woodland, n. 1988)
- Cody Hollister, giocatore di football americano statunitense (Bend, n. 1993)
- Cody Jones, giocatore di football americano statunitense (San Francisco, n. 1951)
- Cody Kessler, giocatore di football americano statunitense (Bakersfield, n. 1993)
- Cody Latimer, giocatore di football americano statunitense (Dayton, n. 1992)
- Cody Lindenberg, giocatore di football americano statunitense (Anoka, n. 2002)
- Cody Mauch, giocatore di football americano statunitense (Breckenridge, n. 1999)
- Cody Parkey, giocatore di football americano statunitense (Jupiter, n. 1992)
- Cody Pickett, ex giocatore di football americano statunitense (Caldwell, n. 1980)
- Cody Simon, giocatore di football americano statunitense (Jersey City, n. 2002)
- Cody Smith, giocatore di football americano statunitense (San Diego, n. 1986)
- Cody Sokol, ex giocatore di football americano statunitense (Des Moines, n. 1992)
- Cody Thompson, giocatore di football americano statunitense (Huron, n. 1996)
- Cody White, giocatore di football americano statunitense (Novi, n. 1998)
- Cody Whitehair, giocatore di football americano statunitense (Kearney, n. 1992)
- Cody Wichmann, giocatore di football americano statunitense (Tucson, n. 1992)

## Hockeisti su ghiaccio(3)
- Cody Ceci, hockeista su ghiaccio canadese (Ottawa, n. 1993)
- Cody Eakin, hockeista su ghiaccio canadese (Winnipeg, n. 1991)
- Cody McCormick, ex hockeista su ghiaccio canadese (London, n. 1983)

## Nuotatori(1)
- Cody Miller, nuotatore statunitense (Billings, n. 1992)

## Pallavolisti(2)
- Cody Caldwell, pallavolista statunitense (Newport Beach, n. 1993)
- Cody Kessel, pallavolista statunitense (Colorado Springs, n. 1991)

## Rapper(1)
- Cozz, rapper e produttore discografico statunitense (Los Angeles, n. 1993)

## Schermidori(1)
- Cody Mattern, schermidore statunitense (Reno, n. 1981)

## Sciatori alpini(1)
- Cody Marshall, ex sciatore alpino statunitense (Randolph, n. 1982)

## Scrittori(1)
- Cody McFadyen, scrittore statunitense (Fort Worth, n. 1968 - † 2023)

## Wrestler(1)
- Cody Rhodes, wrestler statunitense (Charlotte, n. 1985)